# Đại học Brown
Đại học Brown (tiếng Anh: Brown University) là một viện đại học nghiên cứu tư thục ở Providence, Rhode Island, Hoa Kỳ và là thành viên Ivy League. Brown là một trong những tổ chức giáo dục đại học nổi tiếng ở Mỹ được thành lập vào năm 1764, thời kì đầu trị vì của Vua George III, trước khi Hoa Kỳ giành độc lập từ Đế quốc Anh, với tên gọi Trường Đại học thuộc địa Rhode Island và các đồn điền Providence của Anh, Brown là viện giáo dục sau phổ thông lâu đời thứ ba tại New England và thứ bảy trên toàn nước Mỹ.

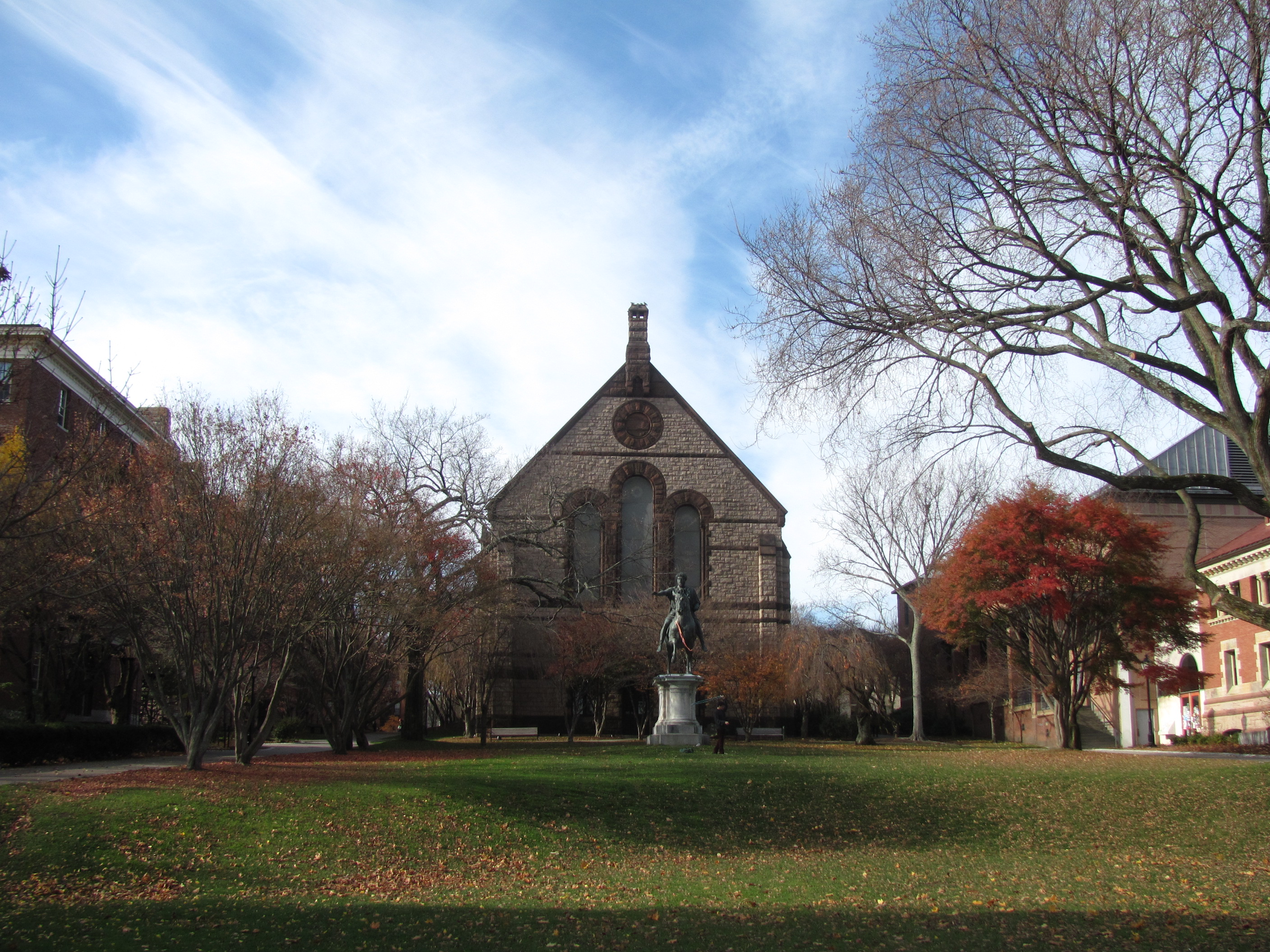

Brown là cơ sở giáo dục đại học đầu tiên tại quốc gia này tuyển sinh mà không quan tâm đến tôn giáo của họ. Về mặt học thuật, Brown bao gồm The College, trường cao học, and Trường Y – Dược Alpert. Các chương trình đào tạo quốc tế của Brown được tổ chức thông qua Viện Quốc tế học Watson. Tân Giáo trình, được áp dụng từ năm 1969, xóa bỏ các yêu cầu phân phối chương trình và cho phép sinh viên học theo lựa chọn của mình. Thêm vào đó, hệ thống điểm cộng hay trừ được thay thế bởi hệ thống chấm điểm bằng chữ cái. Brown cũng là ngôi trường giảng dạy các chương trình kỹ thuật lâu đời nhất trong Ivy League (1847). Trường Pembroke, trường dành cho nữ giới của Brown, sáp nhập vào các đơn vị khác vào năm 1971.
Khuôn viên chính của Brown nằm tại College Hill tại mạn bắc của Providence. 37 đội thể thao của Brown được biết đến như là Các chú gấu Brown. Màu của trường là màu nâu chiện, đỏ hồng y và trắng. Linh vật của Brown là con gấu, bắt đầu từ năm 1904. Trong các trận đấu thể thao, hình ảnh linh vật do người đóng thường đường gọi với tên Bruno. Những người liên quan tới trường thường được gọi là Brunonians. Từ 2001, chủ tịch thứ 18th của Brown là Ruth J. Simmons, đồng thời là chủ tịch nữ đầu tiên của ngôi trường này. Bà cũng là người Mỹ gốc phi đầu tiên và phụ nữ thứ 2 nắm giữ vị trí này tại một trường thuộc Ivy League.